# Jugoslovanska vlada v izgnanstvu
Jugoslovanska vlada v izgnanstvu je bila vlada Kraljevine Jugoslavije, ki je v letih 1941-1945, med drugo svetovno vojno, delovala v tujini, kamor so se ob napadu sil osi na Jugoslavijo umaknili nekateri jugoslovanski politiki skupaj z jugoslovanskim kraljem Petrom II. Karađorđevićem. Po umiku je nazadnje dobila sedež v Hotelu Clardige's v Londonu.
Jugoslovanska vlada v izgnanstvu je sprva kot svojo oboroženo silo v domovini priznavala četnike, gverilske enote, ki jih je v okupirani Jugoslaviji vodil Draža Mihailović. Ker so četniki pričeli kolaborirati z okupatorji, je vlada po sporazumu Tito-Šubašić leta 1944 kot svoje oborožene sile priznala Narodnoosvobodilno vojsko (partizane) pod vodstvom komunista Josipa Broza - Tita, ki je vodil tudi novooblikovano skupno vlado. Po koncu vojne se je Jugoslavija preoblikovala v fedrativno "ljudsko" republiko in prepovedala vrnitev kralju, ki je to vlado formalno ustanovil, v domovino, oktobra 1945 pa je jugoslovanska vlada v izgnanstvu dokončno odstopila.